# (6548) 1988 BO4
(6548) 1988 BO4 (1988 BO4, 1990 RL9, 1990 SO29) — астероїд головного поясу, відкритий 22 січня 1988 року.
Тіссеранів параметр щодо Юпітера — 3,225.